# Santa Ana (Toledo)
Santa Ana (Santa Anna) ist eine Siedlung im Toledo District in Belize. Die Einwohner sind hauptsächlich Maya vom Volk der Kekchí.

## Geographie
Der Ort liegt in der Küstenebene im Toledo District am linken Ufer des Moho River. Die Küstenstraße verläuft von Nordosten, von San Felipe weiter nach Südwesten nach Conejo Creek und Sunday Wood zum Southern Highway. Entlang des Flusses erstrecken sich die Siedlungen Piebra und San Antonia nach Südosten.
Zwischen Santa Ana und Conejo Creek zweigt eine Straße nach Süden ab nach Midway und Barranco.
Die Brücke über den Moho River bei Santa Ana besteht seit 1998.

## Geschichte
Der Ort wurde erst 1973 gegründet.

## Klima
Nach dem Köppen-Geiger-System zeichnet sich Santa Ana durch ein tropisches Klima mit der Kurzbezeichnung Am aus.